# Lycée Gaspard-Monge (Chambéry)
Pour les articles homonymes, voir Lycée Gaspard-Monge.
Le lycée polyvalent Gaspard-Monge (souvent appelé  lycée Monge) est un établissement d'enseignement secondaire et enseignement supérieur situé à Chambéry, en Savoie. Il dépend de l'Académie de Grenoble et est situé en région Auvergne-Rhône-Alpes, en France.
Son histoire débute en 1963. Il comporte une Section professionnelle et une section générale et technologique. Il est situé au pied du vallon des Charmettes, sur la rive gauche de l’Albanne, à proximité du parc de Buisson Rond, ainsi que du château de Boigne et de nombreux équipements sportifs tels que la piscine couverte, la patinoire et un tennis-club. La voie verte sud reliant Chambéry à Saint-Jeoire-Prieuré passe à quelques mètres du lycée.
Les lycées général et technologique d'une part, et professionnel d'autre part ont fusionné en 2017.

## Historique

### Les débuts
L’ancêtre du lycée est le fruit de la fusion de deux établissements : une école primaire supérieure (EPS) créée en 1876. D’abord, placée sous la direction du directeur de l’école, dans les locaux de laquelle elle a été créée, celle-ci devient ensuite autonome. Elle propose un enseignement mécanique de menuiserie de serrurerie et de langue. Elle est transférée en 1905 dans les locaux d’une autre école du centre-ville puis en 1913 dans les bâtiments d’un ancien couvent, rue Saint-François-de-Sales (accueillant désormais la maison des associations de la ville).

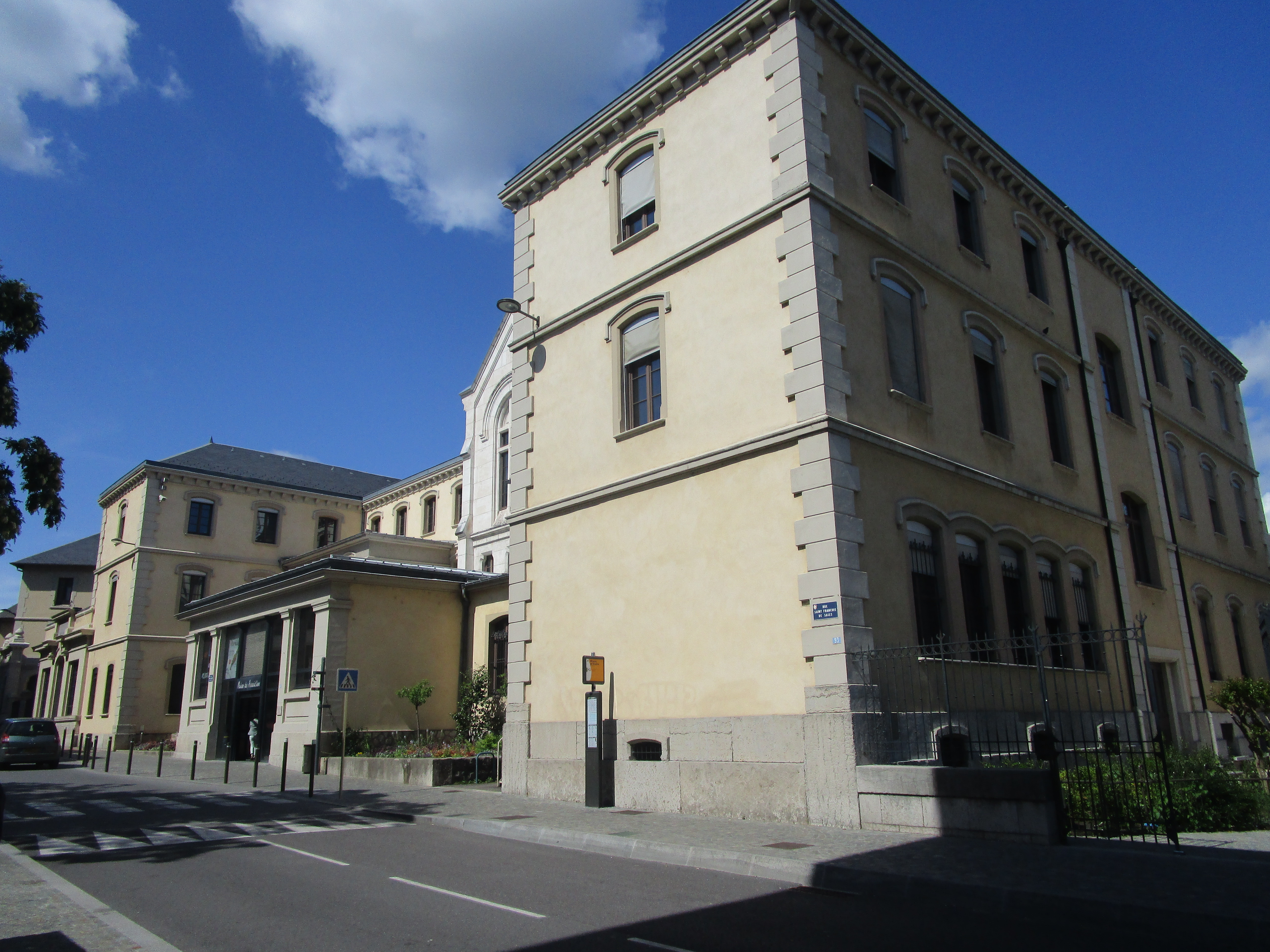
La Maison des associations de Chambéry, où était installé le lycée de 1913 à 1963.

L’École pratique du commerce et d’industrie (EPCI) créée par la ville en 1912, sous l’égide du ministère du Commerce et de l’Industrie, délivre un certificat de capacité professionnelle général à des jeunes de moins de 18 ans, ainsi qu’un enseignement de la mécanique, industriel, de la plomberie, de la maçonnerie et de la serrurerie.
En 1922, l’EPCI fusionne l’EPS. Elle accueille 300 élèves garçons par an. Une section préparatoire aux très bons élèves du cours préparatoire, Une section générale de 3 ans conduisant au brevet élémentaire  Une section commerciale conduisant en 2 ans au brevet d’enseignement commercial, Une section industrielle menant en trois ans au brevet d’enseignement industriel (formations en forge, serrurerie, ajustage, machine-outil, fer et en menuiserie ébénisterie et machine-outil bois).
En 1923, une section spéciale de préparation d’entrée aux écoles d’ingénieurs (Arts et Métiers, Ponts et Chaussées, institut électronique) est créée.
On retrouve dès lors les fondations des filières de formation industrielle qui sont encore au cœur au lycée Monge au début du XXIe siècle.
En 1935, le PCI change de nom, devenant « l’École Professionnelle de Garçons ».
En 1942, l’école devient le « Collège moderne » de garçons. Elle prépare les élèves au Brevet supérieur et à un cursus professionnel, technique, commercial et industriel, débouchant sur des Brevets de techniciens. En 1944, un centre d’apprentissage est annexé à qui formera de futurs ouvriers qualifiés en leur permettant d’obtenir des CAP industriel et de la filière bois. À la libération, le collège compte plus de 500 élèves.

### Locaux actuels
En 1964, seulement un tiers de la population du bassin chambérien est scolarisée car les établissements sont insuffisants. De l’année scolaire 1958-1959 à 1964-1965, le nombre total d’élèves et d’étudiants est passé de 12 000 à 17 000. Pour faire face à cette augmentation, la construction de nouveaux locaux pour le lycée est décidée et la création des plans est confiée à l’architecte en chef des bâtiments et parcs nationaux, M. Jouven et un architecte chambérien, M. Roche.
Les locaux sont construits de 1960 à 1963 dans la rue du Colombier, à la place de jardins populaires. Le lycée ouvre le 15 septembre 1963. Il s'étend sur 5 ha et les bâtiments s'étalent sur une superficie de 7 000 m2. Le lycée comporte 8 ateliers avec bureaux et vestiaires et peut accueillir 49 classes avec une équipe de 106 professeurs. Le réfectoire peut accueillir jusqu'à 800 personnes à la fois et les dortoirs 600. Le lycée est alors le plus important établissement régional de la spécialité professionnelle et technologique.
Il dispose de plusieurs sections dont une section industrielle (Brevet d’enseignement industriel, Brevet professionnel, CAP) et une section commerciale (CAP d’aide-comptable, Brevet d’études commerciales, Section technique mathématiques, 1re partie du baccalauréat technique et d’une 2e partie en série « mathématiques techniques »).
En 1970, le lycée est baptisé « lycée Gaspard-Monge » en l’honneur du mathématicien Gaspard Monge. La rue du Colombier devient « avenue Marius-Berroir » en mémoire de l’ancien proviseur du lycée, Marius Berroir, qui fut résistant pendant la Seconde Guerre mondiale.

#### Rénovation
Au début des années 1990, le lycée commence à devenir vétuste. La ville et la région s'accordent pour rénover le lycée, afin d’accroître la capacité de l’établissement et effectuer quelques modifications. Les plans sont réalisés par l’atelier d’architecture Coopérim (qui sera également chargé de la rénovation du lycée Vaugelas). Le lycée rénové est inauguré le 12 septembre 2012, en même temps que le lycée Vaugelas. À la suite de la rénovation, le CDI est déplacé au niveau de l'entrée principale (au deuxième étage), la sculpture qui trônait devant l'entrée est déplacée et réinstallée dans la cour et le lycée est doté de nouvelles technologies (un vidéoprojecteur par salle de cours).

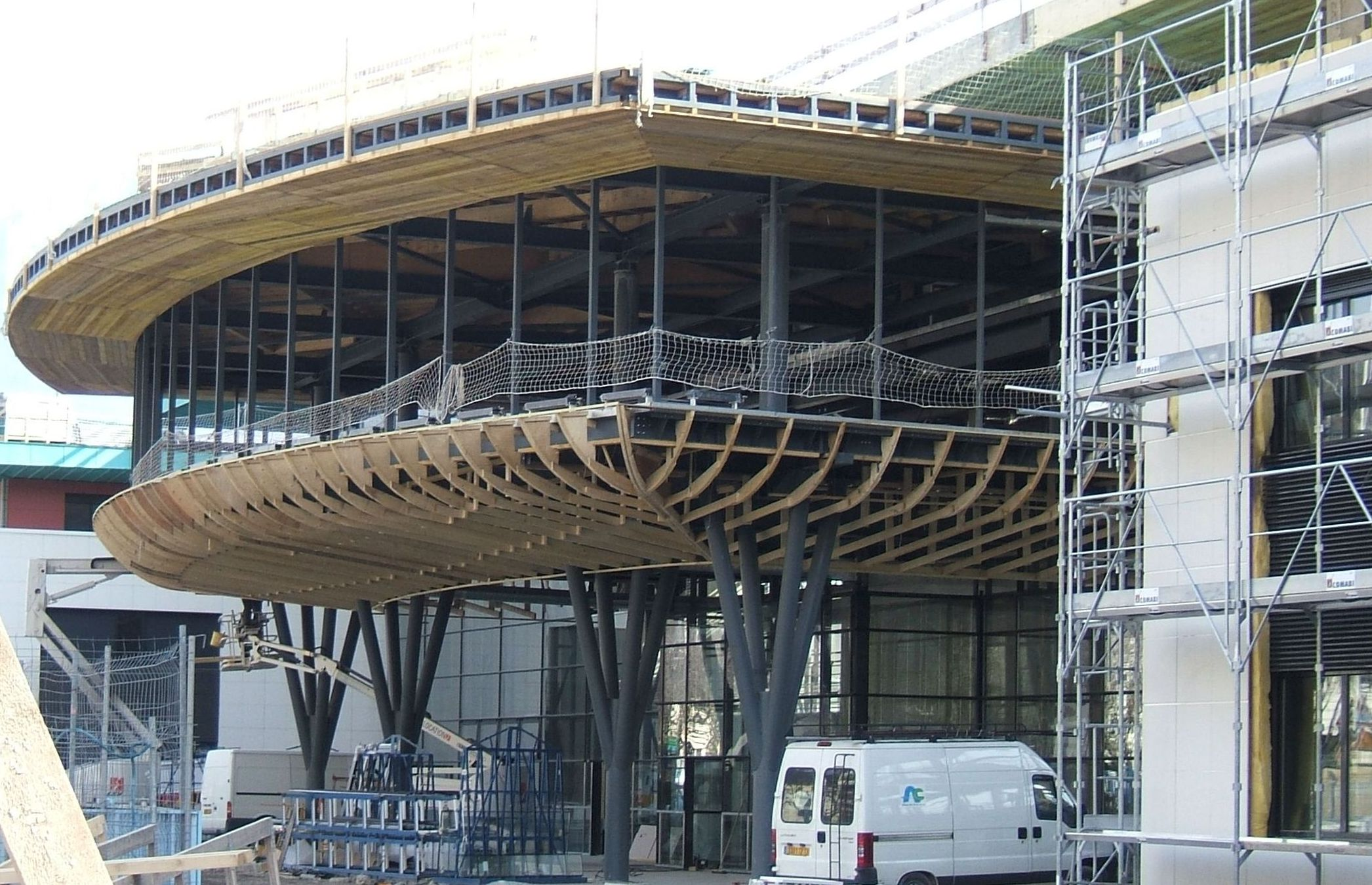
L’entrée principale du lycée pendant la rénovation
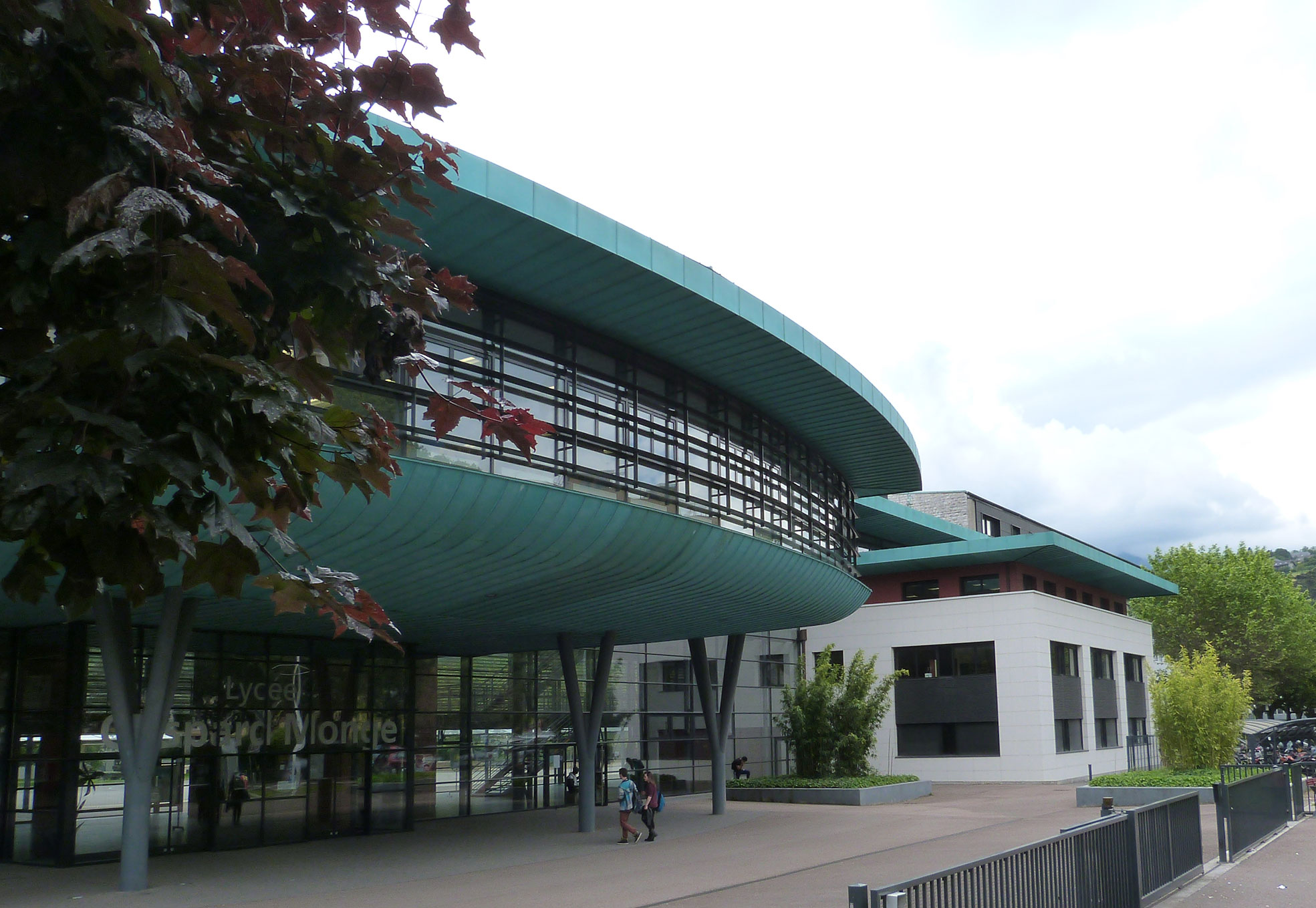
L'entrée principale du lycée à la fin de la rénovation
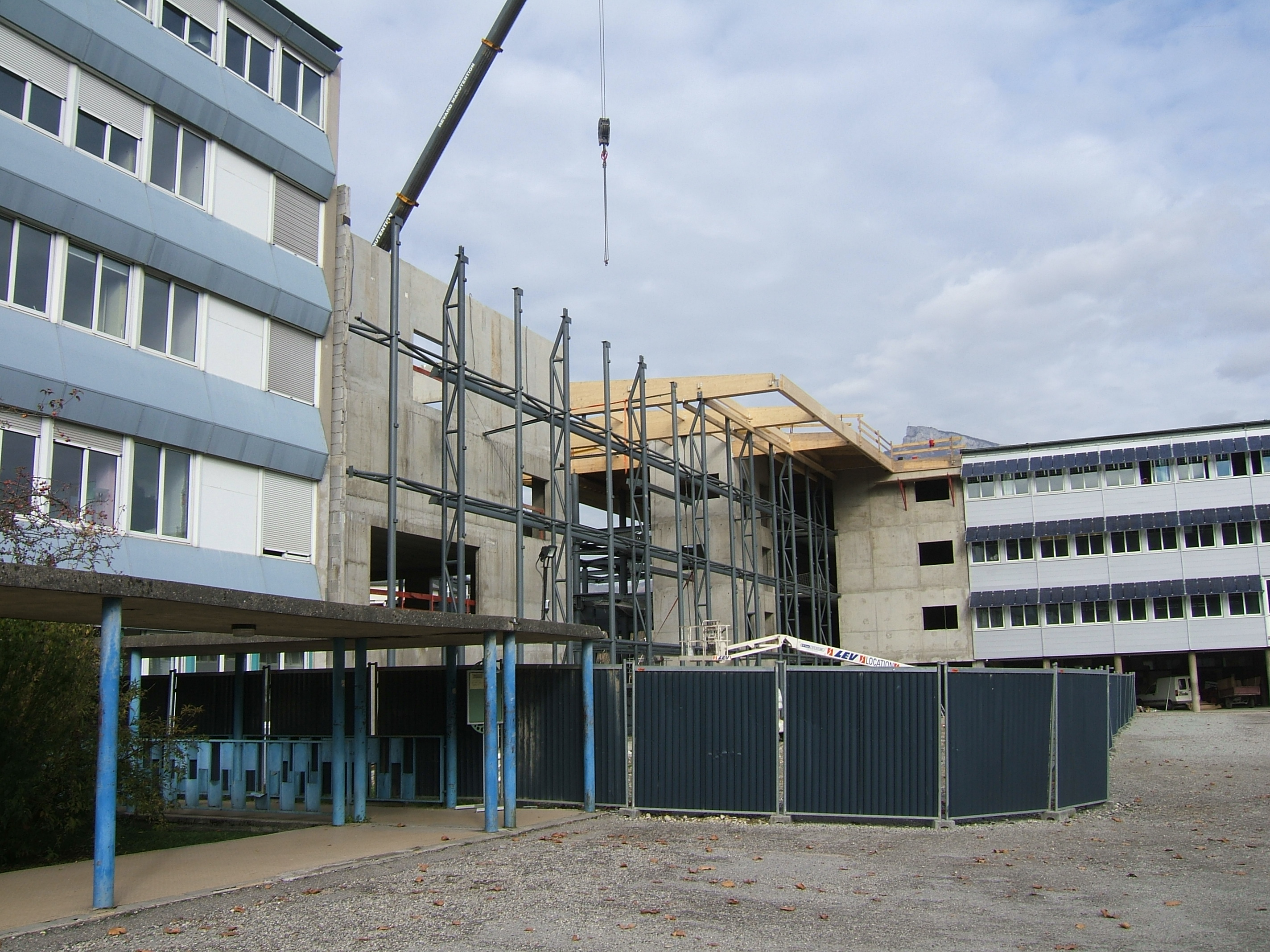
Le lycée depuis la cour intérieure en novembre 2006
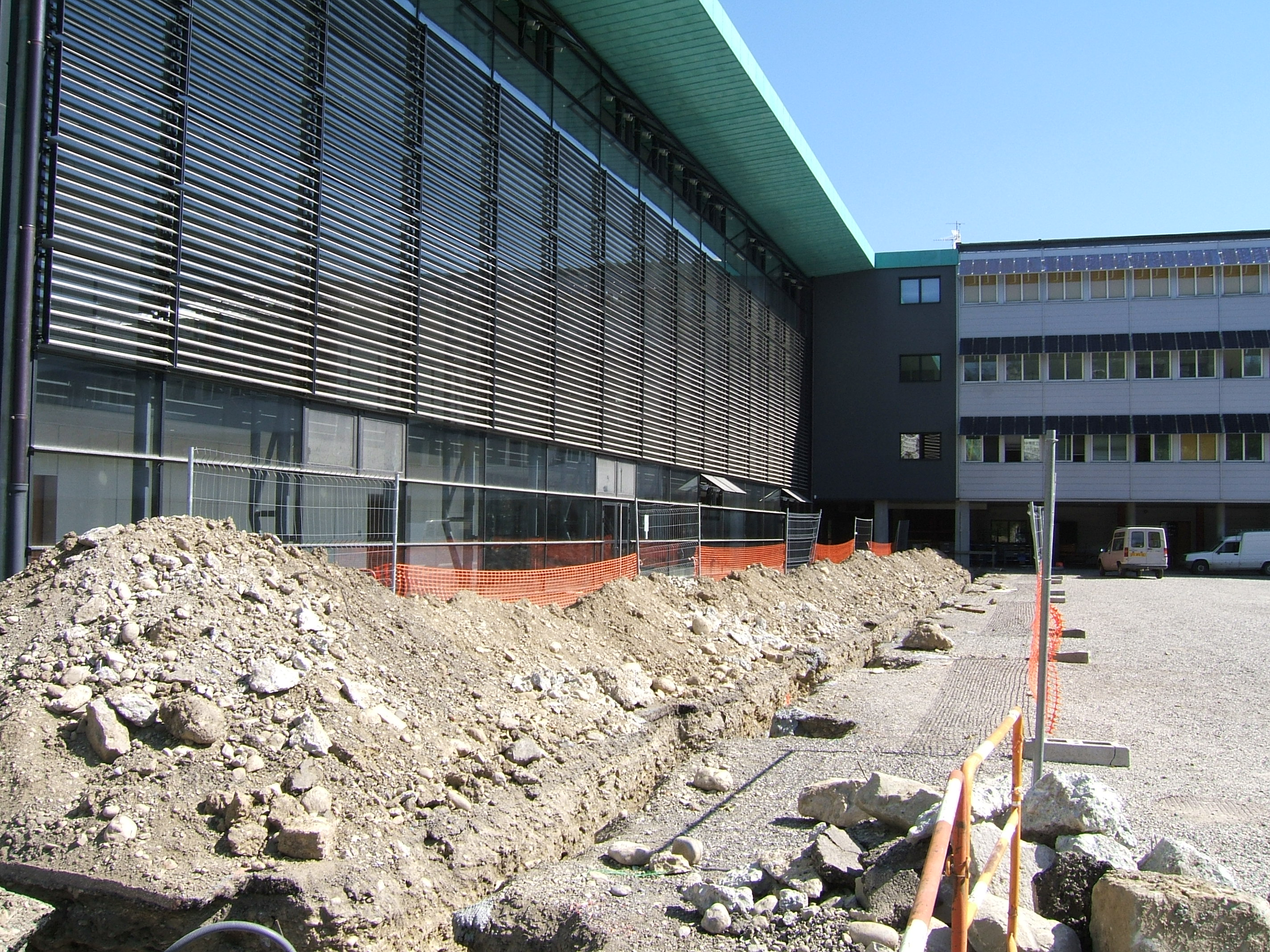
Le lycée depuis la cour intérieure en 2009

## Enseignements
Le lycée se subdivise entre les sections professionnelles et les sections de la voie technique et générale.

### Sections de la voie professionnelle
La section professionnelle du lycée Monge compte parmi les principales formations de techniques d'usinage, de chaudronnerie, d'électrotechnique et de maintenance industrielle.

### Sections de la voie technique et générale
La voie générale et technologique du lycée propose de nombreux enseignements de la seconde, avec six enseignements d’exploration au choix et seconde à vocation sportive (rugby, natation, vol à voile en partenariat avec le CSVVA de Challes-les-Eaux), deux sections européennes et huit spécialités : 
- Les sections européennes Anglais et Espagnol (de la seconde à la terminale) ;
- enseignement de spécialité Langues, Littératures et Cutures étrangères (Anglais)
- enseignement de spécialité Humanités, littérature et philosophie
- enseignement de spécialité Sciences économiques et sociales
- enseignement de spécialité Histoire-géographie, géopolitique et sciences politiques
- enseignement de spécialité Mathématiques
- enseignement de spécialité Sciences de la Vie et de la Terre
- enseignement de spécialité Sciences de l'ingénieur
- enseignement de spécialité Physique-Chimie
- Première et Terminale séries technologiques tertiaires STMG (Sciences et technologies du management et de la gestion) ;
- Première et Terminale séries technologiques industrielles STIDD (Sciences et technologies de l'industrie et du développement durable).

### Après le baccalauréat
Le lycée propose également des enseignements post-bac. Il s'agit d'une part de deux classes préparatoires aux grandes écoles TSI (classes préparatoires technologie et sciences industrielles), l'une accessible aux élèves issus de baccalauréat technologique ainsi qu'une autre en trois ans réservée aux élèves issus de filières professionnelles. D'autre part six BTS (Traitement des matériaux, Conception et réalisation en chaudronnerie industrielle, Négociation et digitalisation de la relation clients, Conception de produits industriels, Conception et réalisation de carrosserie, Constructions métalliques).

### Sports
En plus de l'enseignement obligatoire d'EPS 2h par semaine, le lycée propose des enseignements sportifs facultatifs aux élèves comme les sections sportives scolaires ou des activités avec l'association sportive.

#### Sections
Les lycéens qui le souhaitent peuvent rejoindre une des sections sportives du lycée. Elles permettent aux élèves sportifs de suivre leurs projets sportifs et leur projet scolaire en parallèle directement au lycée.
Pendant l'année 2021-2022 les sections suivantes ont été proposées ;
- Section rugby
- Section natation
- Classe football féminin
- Classe aéroplaneur[11]

#### Association sportive
Le lycée propose via son association sportive (souvent appelé "AS" ou "UNSS") propose de nombreuses activités principalement le mercredi après-midi, pour les lycéens qui voudraient pratiquer d'avantages d'activités sportives dans la semaine.
Pendant l'année 2021-2022 l'association sportive proposait aux élèves les activités suivantes :
- Escalade
- Handball
- Futsal
- Rugby
- Badminton
- Challenge Pleine Nature (VTT, ski de fond, trail, course d'orientation)
- Fitness
- Musculation
- Volleyball

## Classement
Le Ministère de l'Éducation nationale publie pour chaque établissement les résultats des Indicateurs de valeur ajoutée des lycées (IVAL). En 2024, « 95 % des 402 élèves présents au baccalauréat ont obtenu leur diplôme », 57 % d'entre-eux ont obtenu leur diplôme avec mention, bien que le taux attendu était de 64 %. Le « taux d'accès de la seconde au baccalauréat constaté est égal au taux attendu », soit 86 %. Pour la partie professionnelle, le « 87 % des 78 élèves présents au baccalauréat ont obtenu leur diplôme ». Le taux de mentions constaté est de 62 %. 
Selon le classement établit par Le Parisien / Aujourd'hui en France, le lycée se classe 11e sur 12 au niveau départemental, en 2025 (chiffres de 2024), obtenant une note de 11,99 sur 20 reposant sur « le nombre de spécialités disponibles dans ce lycée, son taux de réussite, le taux de mentions, la diversité du profil social des élèves de lycée ou encore sa valeur ajoutée », tout en indiquant s'appuyer en partie sur les indicateurs IVAL.
En 2015, le lycée se classait 6e au niveau départemental et 1281e au niveau national. Le classement s'établit sur trois critères : le taux de réussite au bac, la proportion d'élèves de première qui obtient le baccalauréat en ayant fait les deux dernières années de leur scolarité dans l'établissement, et la valeur ajoutée (calculée à partir de l'origine sociale des élèves, de leur âge et de leurs résultats au diplôme national du brevet).

## Activités

### Le Festival du premier roman[18]
Le Festival du premier roman de Chambéry a été créé en 1987 par Jacques Charmatz, professeur de lettres du lycée Monge, qui voulait réconcilier ses élèves avec la lecture, convaincu que la culture est le meilleur des ciments pour construire un individu.
Depuis 2019, le lycée organise des plaidoiries littéraires durant lesquelles des élèves défendent un premier roman en présence de son auteur.

### Centrale solaire

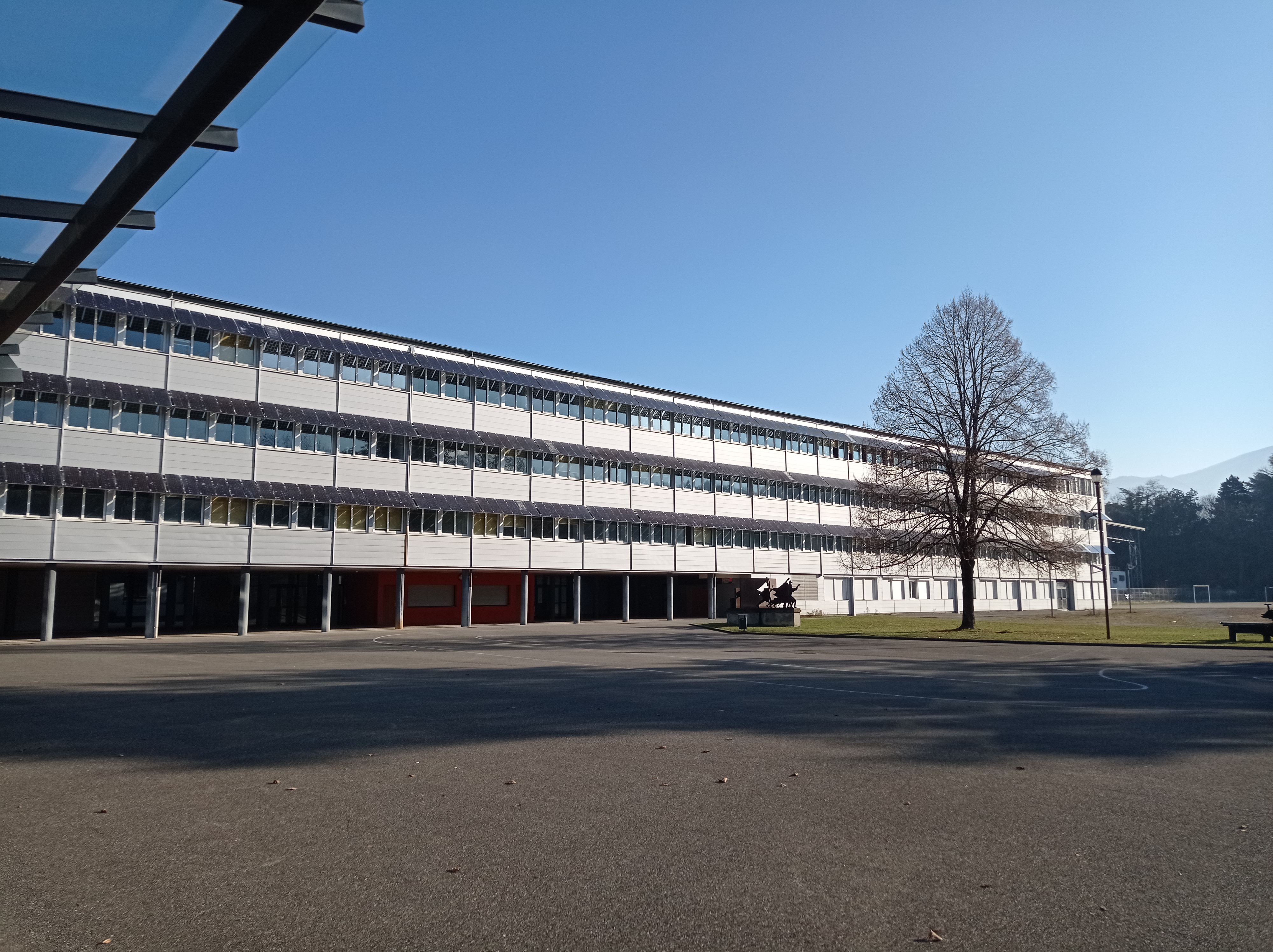
Centrale solaire photovoltaïque située sur le bâtiment E du lycée.

Depuis 2004, réalisée dans le cadre du programme européen UNIVERSOL, cette centrale est intégrée en protection solaire. D’une puissance de 35 kWc (350 m2), elle permet aux élèves des sections technologiques de réaliser des travaux pratiques.
- Le lycée a remporté en 2013 la course solaire avec un véhicule conçu en partenariat avec l'Institut national de l'énergie solaire (INES).

## Personnalités
- Frédéric, dit Fred Paronuzzi, professeur ;
- Marjorie Tixier, professeure ;
- Jean-François Cirelli, ancien élève ;
- Thierry Repentin, ancien élève.

## Galerie

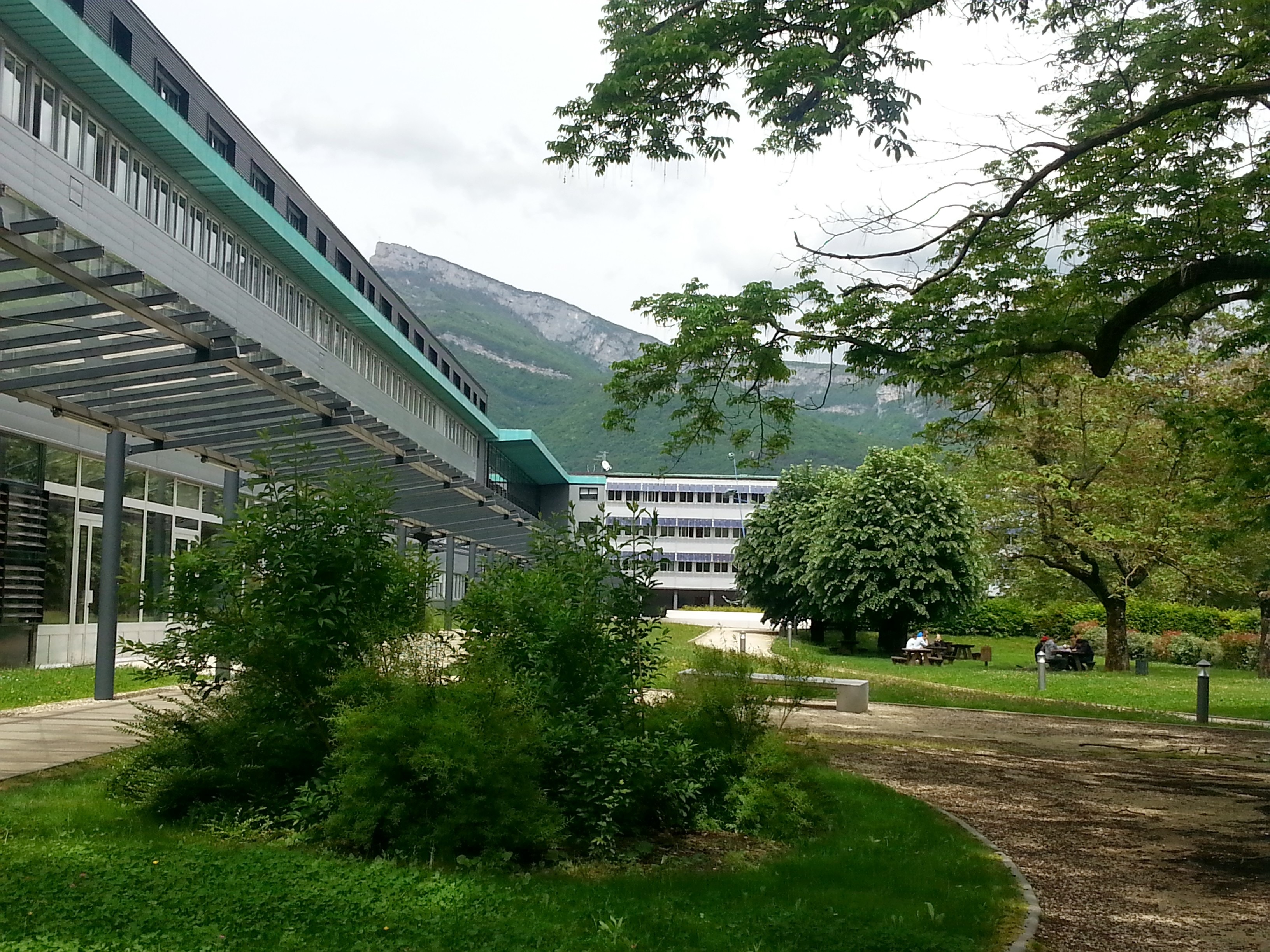
Cour du lycée Monge devant le réfectoire
Sculpture métallique dans la cour
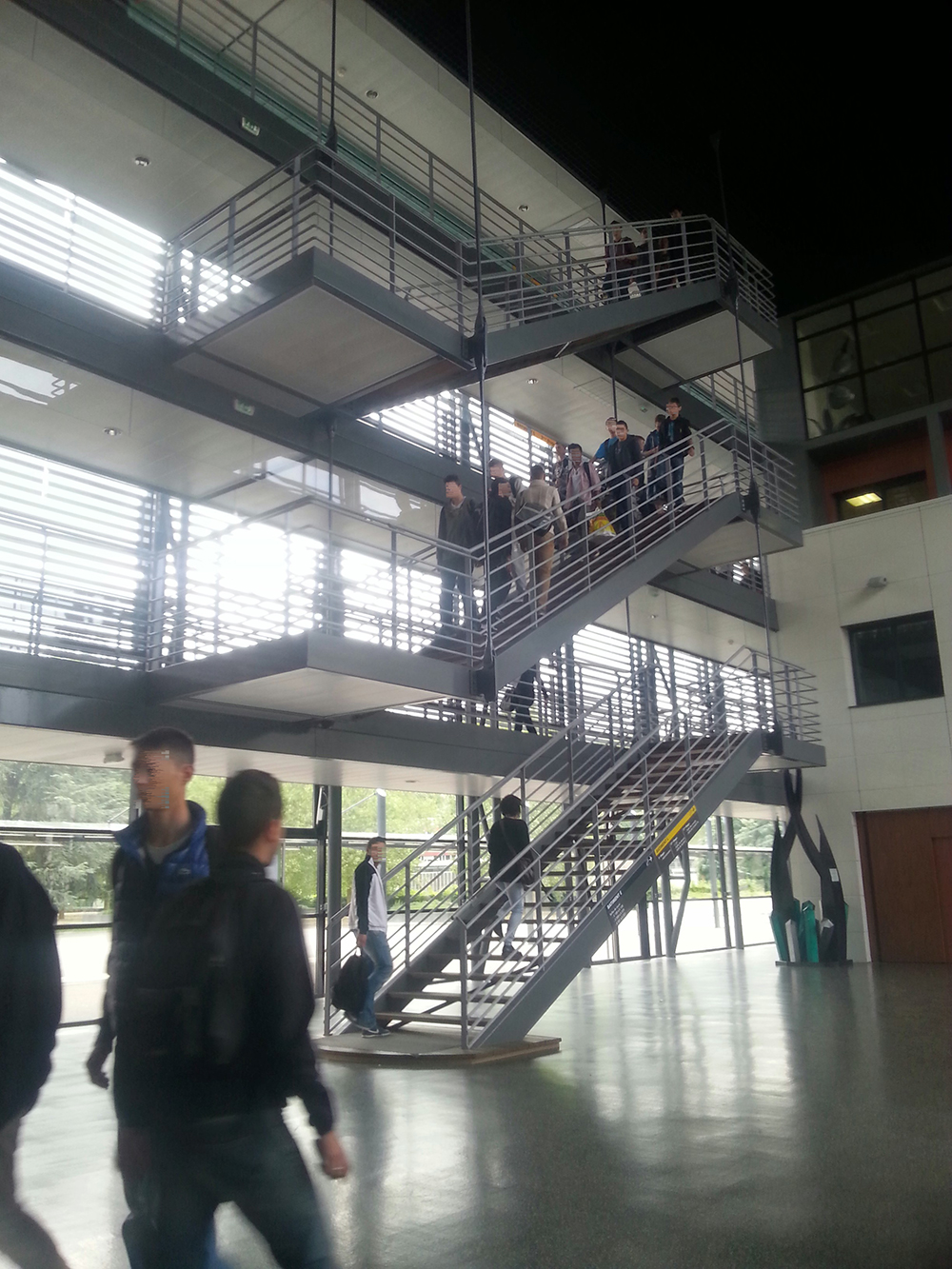
Grand escalier dans le hall
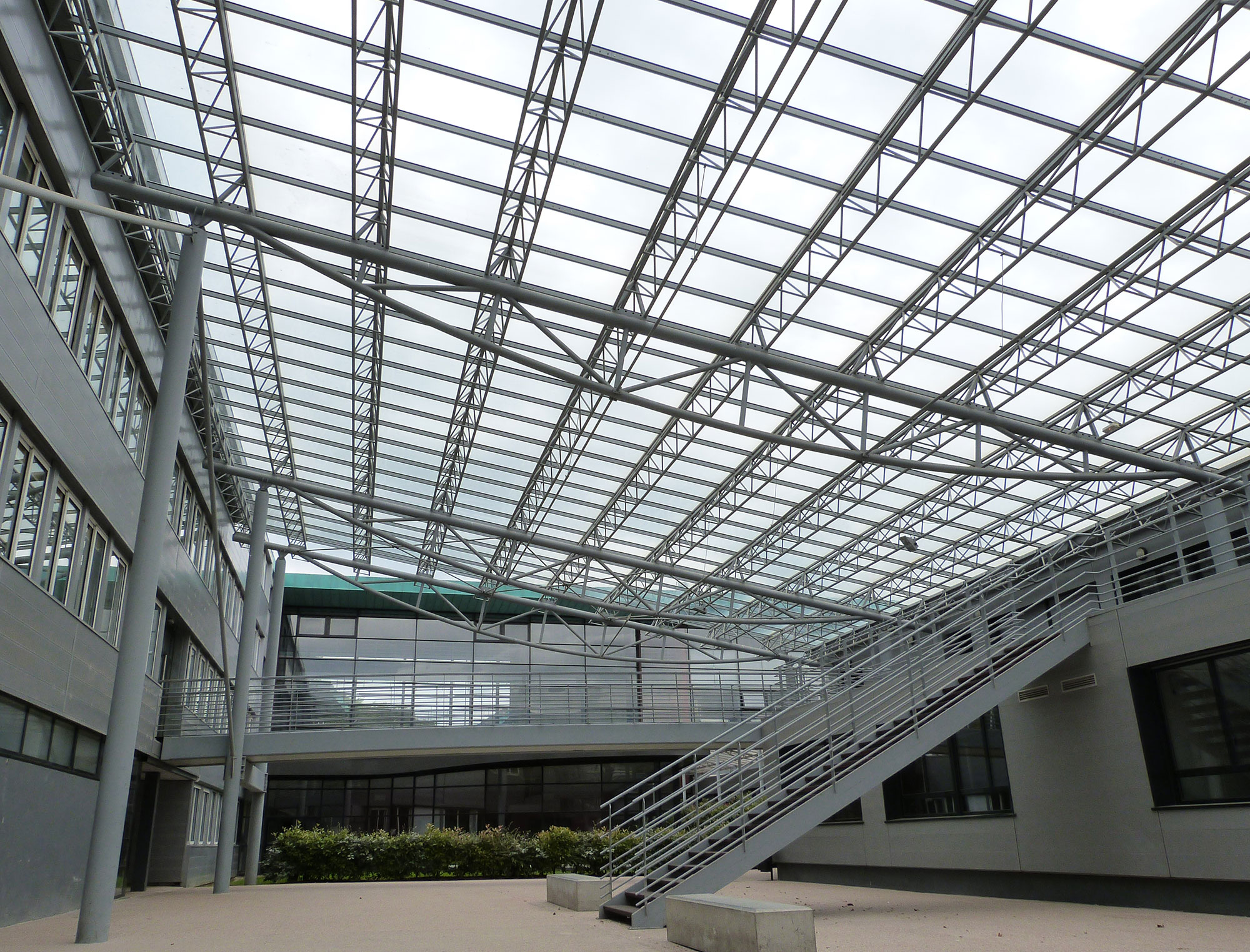
Grande verrière à l'est
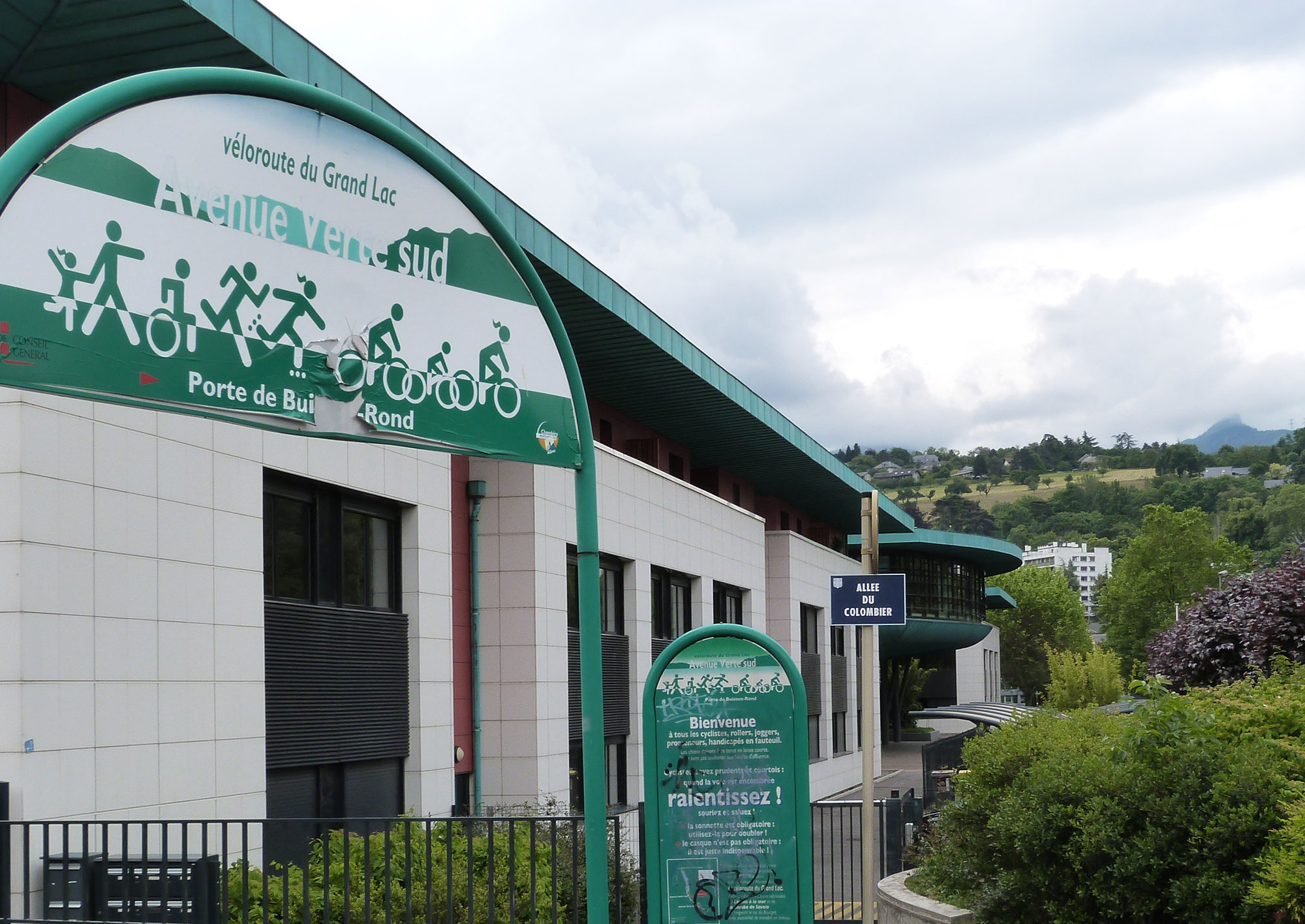
Vue du lycée depuis la voie verte